# Strophanthus gratus
Espèce
Classification phylogénétique
Strophanthus gratus, le Strophanthe glabre du Gabon, est une espèce de plante à fleurs du genre Strophanthus, de la famille des Apocynaceae.

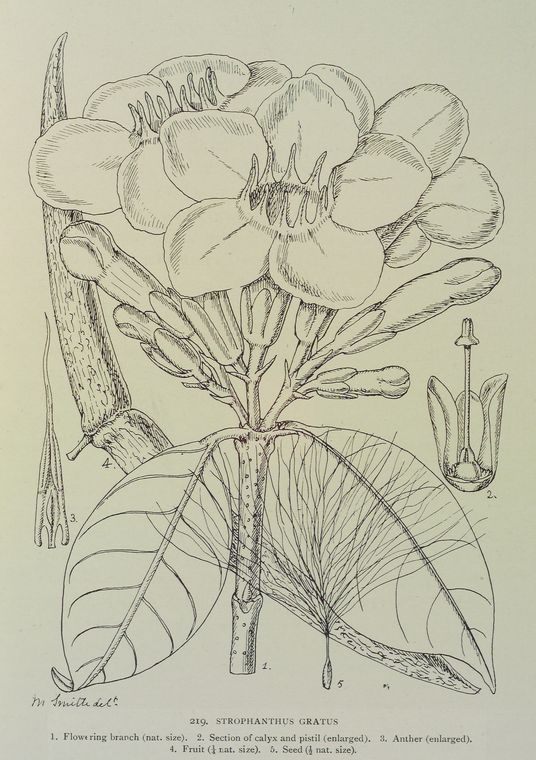
Strophanthus gratus (ill. Matilda Smith, 1906).

Ses semences (qui ressemblent très fort à celles du laurier-rose Nerium oleander) sont riches en hétérosides cardiotoniques parmi lesquels la strophantine qui lui doit son nom. La strophantine a pendant longtemps servi de médicament mais est à présent retirée du marché en Belgique, en France et en Suisse.

### Bibliographie

Galerie
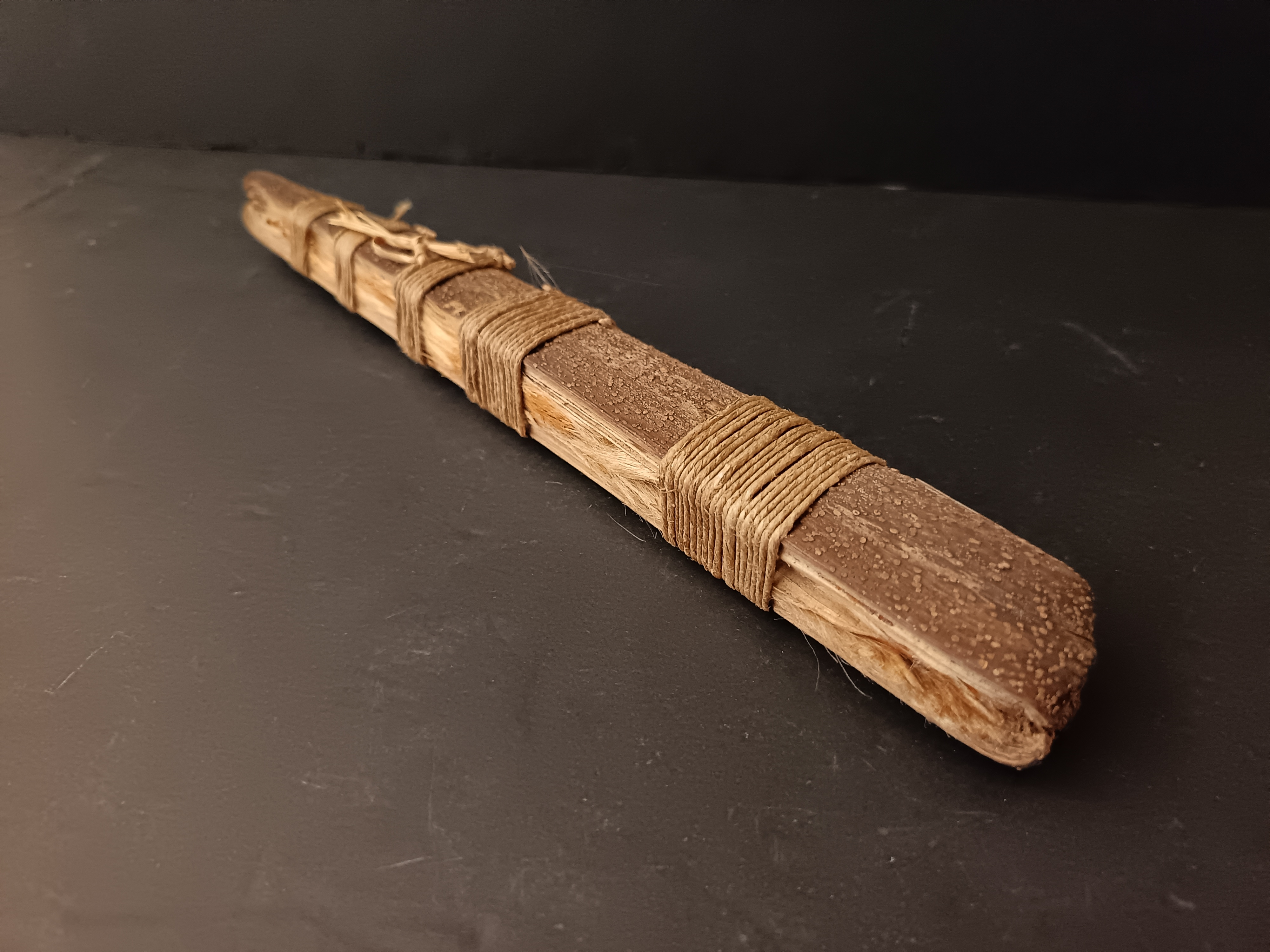
Fruit du Strophantus.
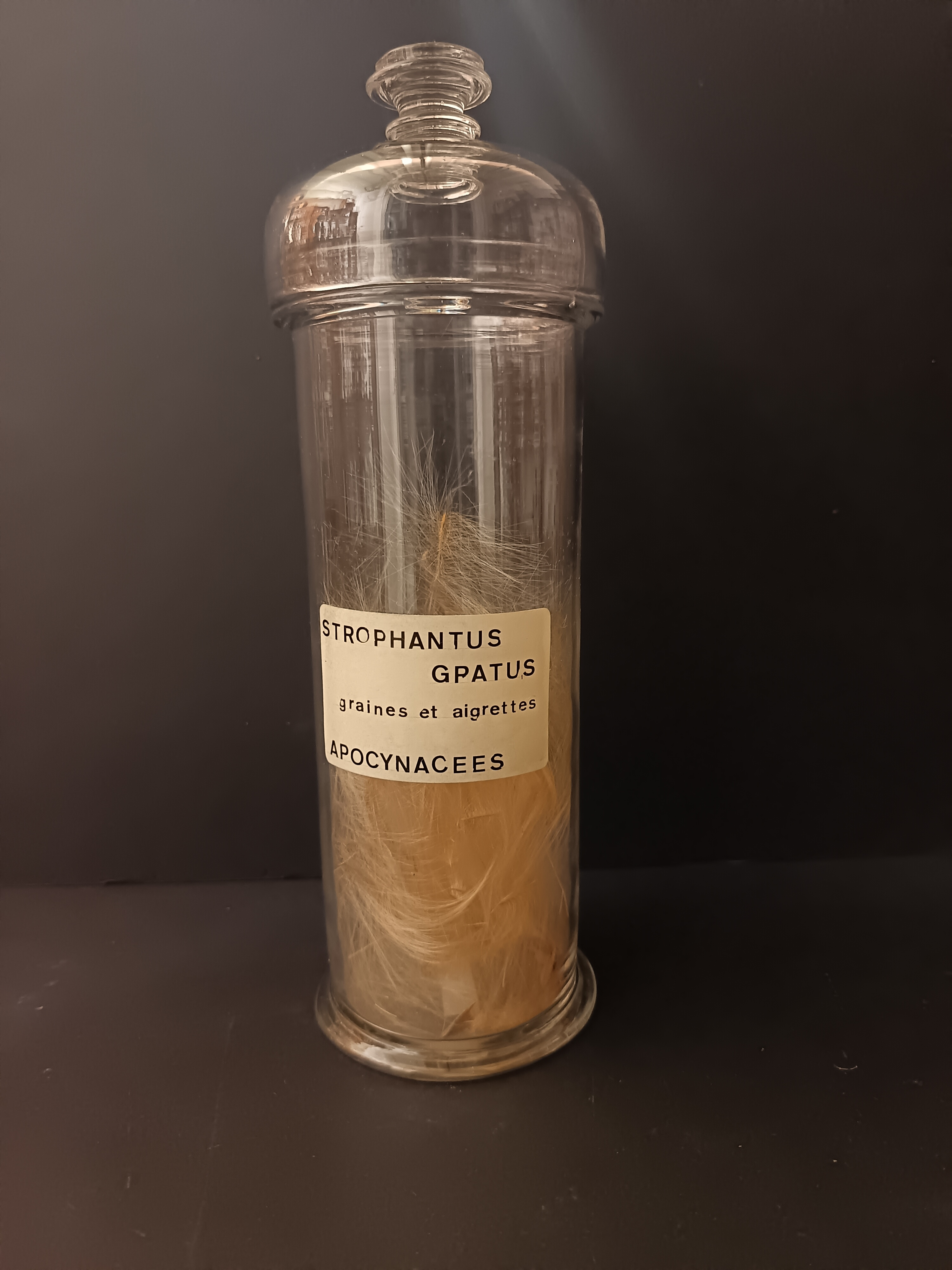
Graines de Strophantus.
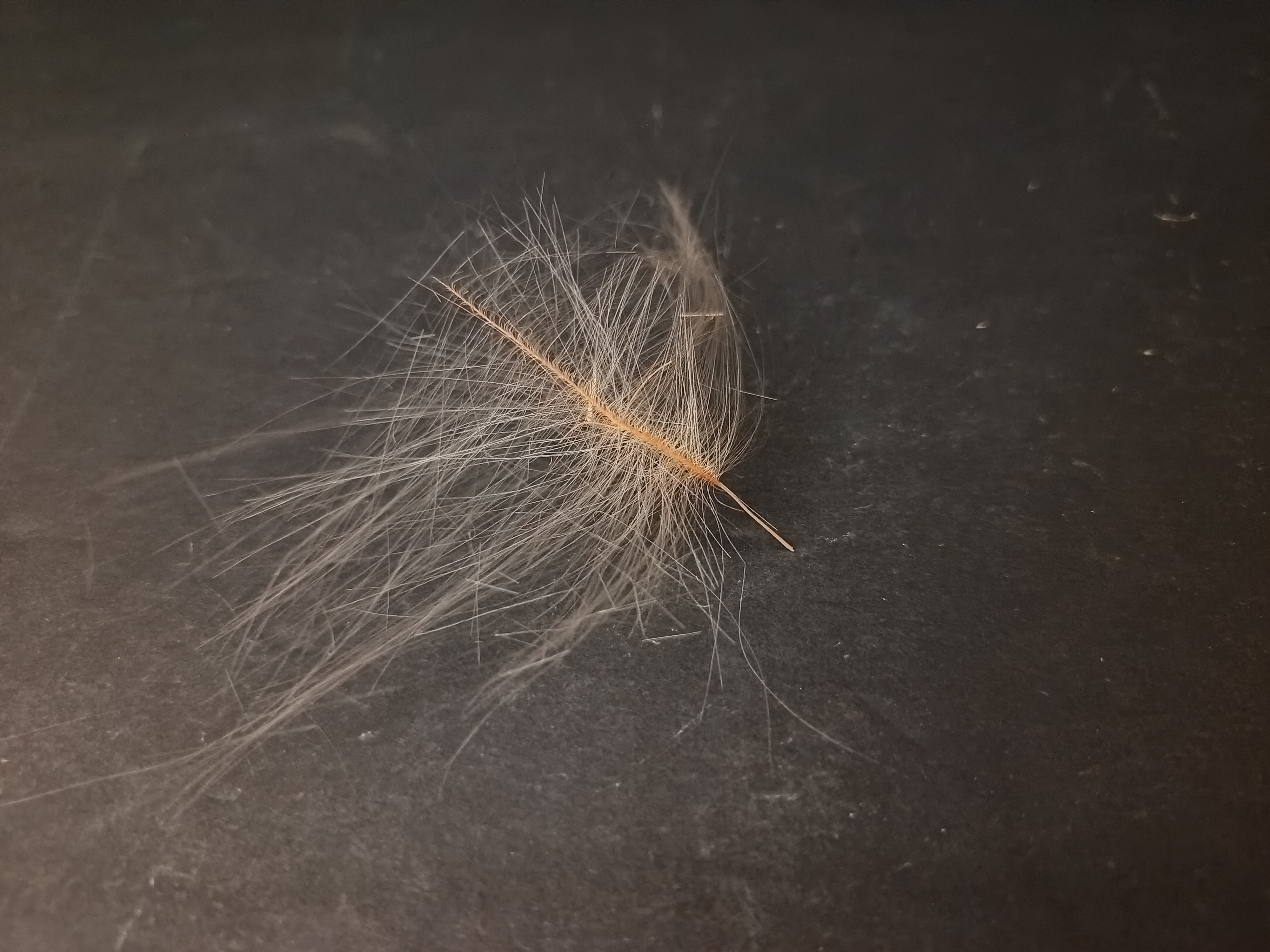
Graine et aigrette de Strophantus.